# Oligia stigmata
Oligia stigmata là một loài bướm đêm trong họ Noctuidae.